# Iglesia evangélica pentecostal
La Iglesia Evangélica Pentecostal (IEP) es una iglesia evangélica fundada en Chile y presente en 19 países, constituida legalmente en 1940, a partir de una separación al interior de la Iglesia Metodista Pentecostal en 1933, a la cual pertenecía la congregación que posteriormente dio pie a la creación de esta nueva denominación, en ambos casos dirigidos por el reverendo pastor Willis Hoover. Es una de las herederas del primer movimiento pentecostal chileno, que tuvo su origen a principios del siglo XX, y se le considera continuadora de la herencia de Willis Hoover, quien es mencionado como el fundador del pentecostalismo en Chile en el año 1909. De allí que dicha fecha, 1909, es reivindicada como el origen más temprano de esta iglesia.
Debido a su papel en el origen del pentecostalismo chileno, cuenta con algunos de los templos más antiguos del pentecostalismo chileno, como el templo de Retamo en Valparaíso (1919), y el templo de Sargento Aldea en Santiago Centro (1919). Su autoridad máxima, tanto en la estructura jerárquica de la iglesia y ante la ley es el superintendente, y actualmente el cargo lo lleva por un periodo de 7 años el Pastor Presbítero Aldo Córdova Muñoz.

## Historia
La historia de la iglesia se remonta al surgimiento del pentecostalismo en Chile en el avivamiento espiritual de 1909 en la ciudad de Valparaíso, en la entonces Iglesia Metodista Episcopal (IME), de la cual Willis Hoover era pastor presbítero. Un evangelio más pasional, inspirado en el fuego de pentecostés, provocó críticas desde el pastorado episcopal, lo que catapultó la secesión de Hoover y sus defensores para fundar la Iglesia Metodista Pentecostal de Chile (IMP), la cual aconteció el 12 de septiembre de 1909, aunque su constitución legal llegaría recién en 1929. Los defensores del nuevo movimiento pertenecían a las congregaciones episcopales de Valparaíso, y de la Primera y Segunda Iglesias Metodista Episcopal de Chile en Santiago, las que formaron por cuenta propia, tras separarse, los templos de Retamo en Valparaíso (1919), y Jotabeche (1928) y Sargento Aldea (1919) en Santiago respectivamente.
En 1932, y tras diferencias entre los pastores Manuel Umaña y Willis Hoover en el seno de la Iglesia Metodista Pentecostal de Chile (IMP), Umaña se hizo del mando de la IMP en demérito de su fundador W. Hoover, que tuvo que desmarcarse de la IMP, y emplear una nueva designación para el movimiento pentecostal cuyas raíces estaban en 1909 y que mantenía características hooverianas. Surgió así el nombre de Iglesia Evangélica Pentecostal (IEP). Al ser Willis Hoover el fundador del pentecostalismo en Chile, con un rol crucial en el avivamiento de 1909 en Valparaíso, y ser la Iglesia Evangélica Pentecostal el resultado cúlmine y más sostenido de su ejercicio ministerial, es que dicha fecha es reivindicada como el origen más primigenio de esta, pese a ser constituida legalmente en 1940.

## Doctrina y práctica
La ruptura de Hoover con la Iglesia Metodista Episcopal no se produjo por diferencias fundamentales respecto de la doctrina metodista clásica, sino por lo que él percibía como una relajación en la vida de santidad de esta (emulando así la misma crítica que hizo en su día John Wesley a la Iglesia de Inglaterra) y el rechazo de las autoridades estadounidenses a reconocer la veracidad del avivamiento. El pastor sostenía que en nada innovaba respecto de las enseñanzas wesleyanas, y siguió considerándose un metodista hasta el fin de sus días.
Lo anterior se ve reflejado en los Artículos de Fe de la iglesia, que se encuentran en la parte anterior de los himnarios congregacionales. Estos son los mismos 25 Artículos de la Religión que Wesley estableció en 1784 para el movimiento metodista a nivel mundial, posterior a la Independencia de Estados Unidos, a los cuales se adicionan dos artículos enfocados principalmente en la vida cristiana práctica. En este sentido, el antecesor más directo serían los Treinta y nueve artículos de la Iglesia de Inglaterra.
A continuación, se ofrece un resumen del núcleo esencial de las materias de fe:
Respecto de la naturaleza de Dios, la iglesia adhiere a las doctrinas cristianas tradicionales, tal cual han sido expresadas en las Sagradas Escrituras y explicadas a lo largo de los siglos. Tales son: la fe en la Santísima Trinidad (Artículo 1); la plenitud de la humanidad y divinidad de Cristo (Artículo 2); y la divinidad del Espíritu Santo (Artículo 4).
Respecto de las Sagradas Escrituras, la iglesia adhiere al canon bíblico protestante (Artículo 5), siendo la traducción Reina-Valera de 1960 la de uso más extendido en la congregación.
Respecto de la doctrina de la salvación, esta se trata en los artículos 7 al 11. Producto de la herencia metodista, la iglesia es de marcada tendencia arminiana-wesleyana, con un especial énfasis en la importancia del testimonio que da el Espíritu Santo a cada individuo de su salvación.
Respecto de los sacramentos, estos están tratados en los artículos 16 al 19, y consisten en el bautismo y la Santa Cena. La iglesia practica regularmente el bautismo de infantes. La Santa Cena se administra una vez al año a toda la hermandad.
Respecto de los dones del Espíritu Santo, la iglesia adhiere a las primeras olas del movimiento pentecostal, y es considerada una iglesia de santidad. Es una característica fundamental la creencia en los dones de lenguas, de profecía, visiones, sanidades milagrosas, estados de éxtasis o trance espiritual, y el bautismo del Espíritu Santo. Esta dimensión tiene muchísima importancia dentro de la práctica diaria y se considera parte integral de la vida cristiana.
En materias de práctica, la iglesia conserva elementos propios del metodismo clásico como la predicación a la calle (este fue uno de los elementos más relevantes del movimiento pentecostal chileno), predicadores laicos, el sistema de clases, cultos con canto a capela y piano, y formalidad de vestimenta al asistir a los cultos (esto último varía según ocasión y lugar). Los pastores pueden casarse.
Un elemento ritual distintivo son las "tres glorias a Dios" en determinados momentos (la culminación de una oración, la culminación de una bendición, el envío y el recibimiento de saludos de los hermanos en otra localidad, etc.). Estos tienen su origen en el avivamiento de 1909 y se daban como salva militar. Consisten literalmente en la repetición de la expresión "Gloria a Dios" en tres ocasiones (una por cada persona de la Santísima Trinidad), con las manos alzadas al cielo y los ojos cerrados en señal de respeto.

## Organización
La iglesia se articula de una manera jerárquica vertical. Sus máximas autoridades, conforme a sus actuales estatutos, son el superintendente y el Cuerpo de Presbíteros. A continuación se presenta un listado de los superintendentes de la iglesia y sus respectivos períodos:
| Superintendentes de la iglesia     | Período   |
| ---------------------------------- | --------- |
| Willis Collins Hoover Kurt         | 1909-1936 |
| Guillermo Castillo Moraga          | 1937-1949 |
| Pedro Mourgues Bernard             | 1949-1961 |
| Manuel Francisco González Saldívar | 1961-1984 |
| José Luis Silva Araya              | 1984-1990 |
| Eduardo Valencia Martínez          | 1990-2015 |
| Daniel Antonio Sepúlveda González  | 2015-2020 |
| Aldo Exequiel Córdova Muñoz        | 2020-act. |

El Cuerpo de Presbíteros está compuesto por todos los pastores que se tienen tal calidad. Cada país es una zona internacional asignada a un Pastor Presbítero (Jefe de Zona). Actualmente se encuentra en 20 países a lo largo del mundo. La calidad inmediatamente inferior es la de los pastores diáconos, y por último los pastores probando. Estos se reúnen anualmente en la Conferencia Internacional de Pastores y en los Estudios Bíblicos de Pastores, oportunidad en la que se presentan candidatos a pastor de entre los hermanos de la hermandad, los cuales son examinados por el Cuerpo de Presbíteros para ser aceptados o rechazados. Cabe decir que nadie se propone a sí mismo a pastor ante el Cuerpo, sino que es presentado por su respectivo pastor. 
Una figura especial es la del encargado de obra, que suele designar a un hermano que cumple funciones similares a las de un pastor en determinado territorio, más no ha sido ordenado como tal.
En la organización interna de la hermandad, cada pastorado tiene por cabeza directiva al pastor, quien a su vez tiene un cuerpo de oficiales, compuesto por miembros de la hermandad, los cuales participan activamente como ayudantes de confianza del pastor. La hermandad se divide a su vez en cuerpos, siendo los principales: i) el cuerpo de voluntarios, compuesto por varones que han sido admitidos como miembros en plena comunión y presentados por sus guías de clases como candidatos; ii) el cuerpo de dorcas, compuesto por hermanas casadas o que son madres; iii) el cuerpo de ciclistas, compuesto de varones que salen a predicar en bicicleta; iv) el cuerpo de jóvenes, compuesto por varones desde los doce años (aproximadamente) hasta el matrimonio (permanencia indefinida); y v) el cuerpo de señoritas, compuesto por hermanas de doce años (aproximadamente) hasta el matrimonio (por lo que también es un grupo de permanencia indefinida). A estos cuerpos se pueden sumar otros eventualmente, como el coro o cuarteto, y no son excluyentes respecto de la pertenencia (salvo el ser dorca y señorita, que es incompatible el uno con el otro). Cada cuerpo tiene un jefe, un secretario, uno o más ayudantes, y un tesorero.
Cada pastorado se subdivide territorial y administrativamente en clases. A cargo de cada clase se encuentra un guía de clase (normalmente un hermano miembro del cuerpo de oficiales), y el sistema de cuerpos antes mencionados se replica en cada local, a una escala inferior (en ese sentido, por ejemplo, el cuerpo de señoritas sería la suma de cada una de las clases de señoritas del pastorado). Territorialmente, además, se suele hacer la distinción entre el Templo Central y los locales, pues el primero funciona como clase para algunos eventos (como la Escuela Dominical) y como centro de reunión principal de todas las clases para otros (reuniones generales).
En febrero del 2020 se reunió la Conferencia Internacional de Pastores que reunió a más de 500 pastores de Chile y otros países, además de los fieles de distintos lugares del mundo. En el contexto de pandemia, la Iglesia Evangélica Pentecostal (IEP) dicidió organizar la Conferencia Internacional de Pastores (CIP) IEP 2021 de forma virtual. Desde el 1 de febrero al 7 de febrero fue transmitida por el Canal Oficial de Youtube de la iglesia, con participaciones de pastores de forma remota de distintos lugares del mundo.
La imprenta oficial de la iglesia es la editorial Eben-Ezer y la publicación oficial es la revista mensual "Fuego de Pentecostés".

## Controversias
En general, la Iglesia Evangélica Pentecostal no se asocia con grupos políticos ni de ninguna otra índole, ni publica institucionalmente llamados a asociarse con dichas organizaciones (principio consagrado en el Estatuto), por lo que no es común verla inmiscuida en escándalos políticos o de contingencia. Esto sin perjuicio de ciertos casos que han suscitado el interés público.
Producto de su apego a la doctrina cristiana tradicional en lo tocante a temas morales, la iglesia puede ser objeto de las diferentes críticas a las que se somete al cristianismo en general respecto de los debates morales del mundo moderno. Ante esto, la iglesia sostiene una postura conservadora y muchas veces tildada de homofóbica. Suele ser común una crítica generalizada a la condición moral de la sociedad contemporánea (aunque no está de más decir que es algo propio del cristianismo en toda época); sin embargo, institucionalmente nunca se han hecho llamados a manifestaciones o a que sus miembros opten por alguna opción política en específico ante cualquier plebiscito.